# Mitchell Plaat
Mitchell Plaat (3 gennaio 1954) è un ex cestista olandese.

## Carriera
Con i Paesi Bassi ha disputato due edizioni dei Campionati europei (1979, 1983).

## Palmarès
- Campionato olandese: 3

Leida: 1977-78
EBBC Den Bosch: 1982-83, 1983-84